# Гонконг на Сурдлимпийских играх
Гонконг участвует в летних Сурдлимпийских играх с Игр 1985 года. В зимних Сурдлимпийских играх Гонконг на настоящее время участия не принимал ни разу.

## Медальный зачёт

### Медали летних Сурдлимпийских игр
| Год  | Золото | Серебро | Бронза | Всего |
| 2009 | 0      | 0       | 1      | 1     |